# Windsor Green
Windsor Green – osada w Anglii, w hrabstwie Suffolk, w dystrykcie Babergh. Leży 29 km na północny zachód od miasta Ipswich i 95 km na północny wschód od Londynu.